# Tiborszállás
Tiborszállás ist eine ungarische Gemeinde im Kreis Mátészalka im Komitat Szabolcs-Szatmár-Bereg.

## Geografische Lage
Tiborszállás liegt siebzehn Kilometer südöstlich der Kreisstadt Mátészalka, sechs Kilometer südlich der Stadt Nagyecsed, am rechten Ufer des Flusses Kraszna und an der Grenze zu Rumänien. Nachbargemeinden sind Mérk, Fábiánháza und Tyukod.

## Sehenswürdigkeiten
- Griechisch-katholische Kirche Szent Kereszt felmagasztalása, erbaut 1987
- Römisch-katholische Kirche Szent Erzsébet
- Wälder (Ahorne, Eichen und Fichten), westlich des Ortes gelegen

## Verkehr
Durch Tiborszállás verläuft die Nebenstraße Nr. 49138. Über den am westlichen Ortsrand gelegenen Bahnhof ist die Gemeinde angebunden an die Eisenbahnstrecke von Mátészalka nach Carei in Rumänien. 2004 wurde ein neues Bahnhofsgebäude eingeweiht, in dem auch die Grenzschutz- und Zollbeamten untergebracht sind, die die grenzüberschreitenden Züge kontrollieren. Daraufhin wurde der Betrieb am bisherigen südöstlich gelegenen ungarisch-rumänischen Grenzbahnhof in Ágerdőmajor eingestellt.

## Bilder

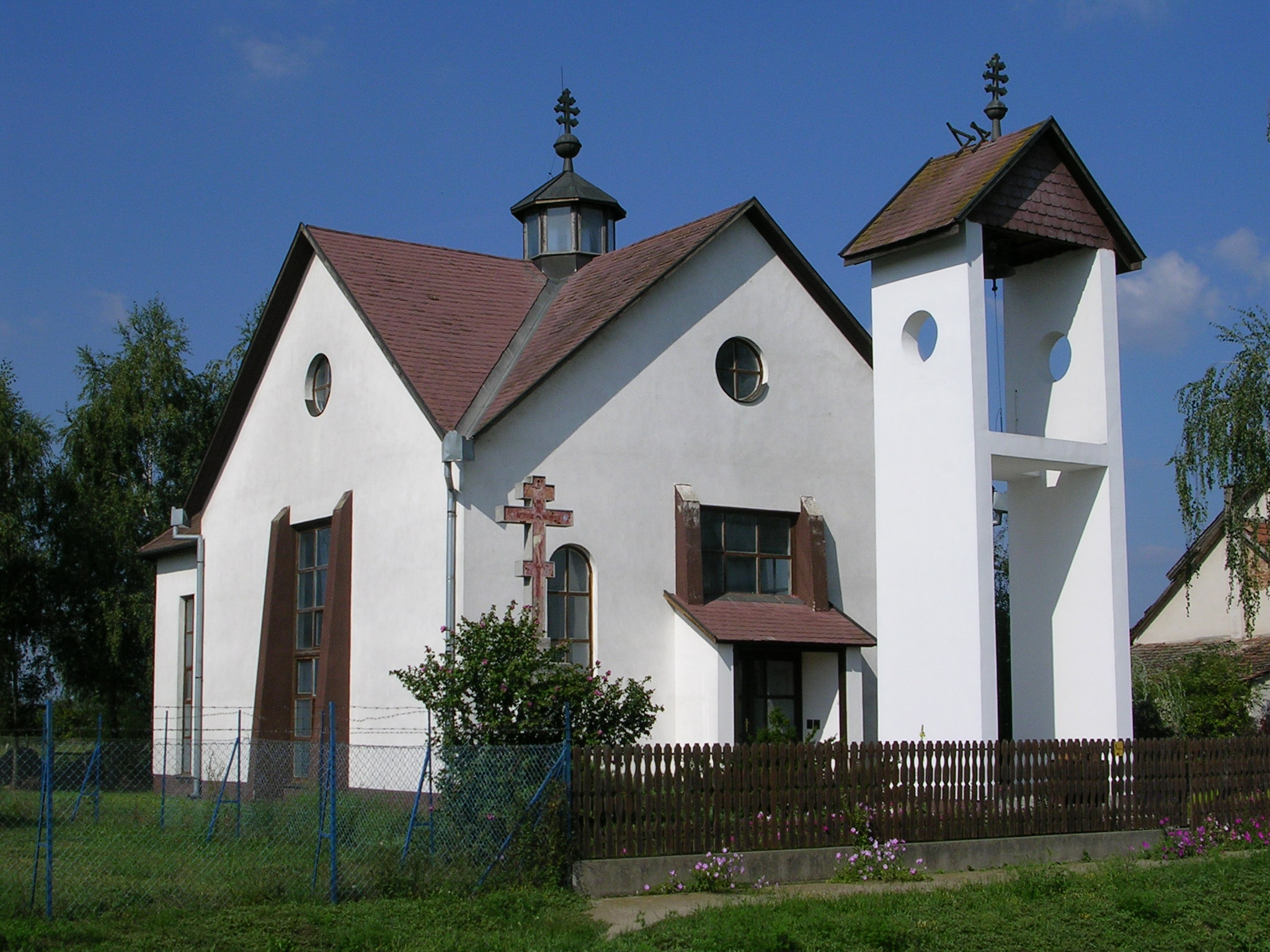
Griech.-kath. Kirche Szent Kereszt felmagasztalása
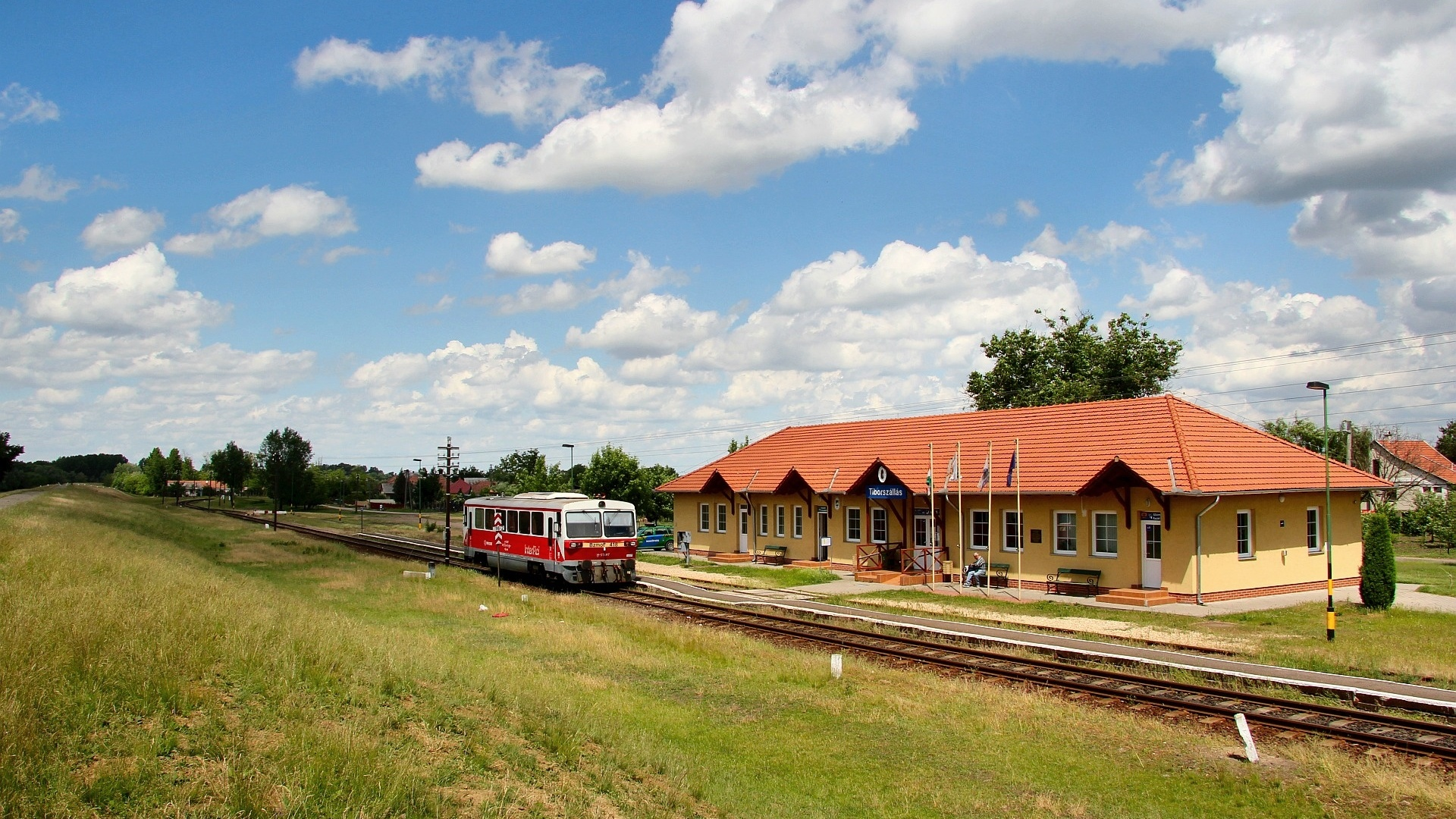
Bahnhof Tiborszállás